# Oligophyton
Oligophyton je monotipski rod kaćunovki iz podtribusa Orchidinae. Jedina vrsta je O. drummondii, gomoljasti geofit koji raste jedino na planinama Chimanimani u Zimbabveu.
Naraste od 10 do 25 cm visine.

## Sinonimi
- Benthamia drummondii (H.P.Linder & G.Will.) Szlach. & Rutk.